# 瑜伽師地論
《瑜伽師地論》（羅馬化：Yogācārabhūmi-śāstra；藏語：རྣལ་འབྱོར་སྤྱོད་པའི་ས，威利转写：rnal 'byor spyod pa'i sa，THL：Nenjor-chö-pé-sa），簡稱《瑜伽論》，又名《十七地論》，西藏又稱《五部地》（藏語：ས་སྡེ་ལྔ，威利转写：sa sde lnga，藏语拼音：Sa-dé-nga），全論共五分，合計一百卷，梵語本僅存部分，但有漢、藏兩譯的全譯本傳世。
此論是以瑜伽修行為基礎，建構共十地、通三乘的十七地，論證聲聞、獨覺、菩薩這三乘瑜伽師的所緣境、修行、果位，是大乘瑜伽行唯識學派理論與實踐的代表性著作。《瑜伽師地論釋》稱「此論屬菩薩藏阿毘達磨」。法相宗以《瑜伽師地論》為根本，旁出十支，廣顯其義。

## 題名
據遁倫（或作道倫）《瑜伽論記》，《瑜伽師地論》梵語題名為「瑜伽阿遮羅步彌舍薩怛羅」（Yogācārabhūmi-śāstra）。題名的Yogācāra通常是指「瑜伽行」，但若按梵語複合語之「有財釋」的文法規則，Yogācāra也能解釋為「瑜伽師」。
最勝子等所造的《瑜伽師地論釋》解釋「瑜伽」（Yoga）為「一切乘境、行、果等所有諸法」，以三乘行者的一切境、行、果都有方便善巧，有相應之義的緣故。「阿遮羅」（Ācāra）為行處、所行、威儀、軌則、行法，《論釋》於此釋為瑜伽師，指：次第習行如是瑜伽的三乘行者，隨其能力調化諸眾生，為瑜伽師，或以瑜伽修行圓滿的如來，持此瑜伽調化弟子，為瑜伽師。「步彌」（Bhūmi）為地，有四種解釋：境界、所依、所行、所攝，若按第一種解釋，是瑜伽師所行之境界，故名為地。「舍薩怛羅」（Śāstra）是論，用於問答決擇諸法性相。
《論釋》說「欲令證得瑜伽師地」，又說「無倒辯說瑜伽師地」，又說「此論依止此地」，故以「瑜伽師地」為論名。
《瑜伽師地論》一共有五分，「十七地」位於《瑜伽師地論》的「本地分」（初分），《論釋》解釋初分名地，後四不名地，以初分為一部之總稱。另外又提出因為「一切法皆是瑜伽師地，瑜伽師用一切法為依緣」，「十七地具攝一切文義，後之四分，皆為解釋十七地」，所以可名為瑜伽師地。

## 作者
相傳無著入禪定至兜率天，於彌勒菩薩受學《瑜伽師地論》、《莊嚴大乘經論》、《中邊分別論》等，出定之後，將這些著作傳述後世。
作者問題: 
1)據玄奘所傳，此論是彌勒菩薩說。 
2)據西藏所傳，此論是無著論師造。 
3)現代佛教研究者如勝呂信靜等，多認為非個人著述，而是論師的集體創作，應是不同階段集成的作品。成立的年代被認為大約是300～350 CE。各品成立的年代不一。其中「本地分」先完成，「攝決擇分」以下四分是後來逐漸增入。

## 漢譯

### 玄奘譯本
玄奘三藏於贞观二十一年（公元647年）至二十二年（公元648年）间，召諸名僧二十一人，在長安弘福寺译出全本，共一百卷。根據〈瑜伽師地論新譯序〉，梵本有四萬頌。譯事是由玄奘執梵本，譯為唐語，其他多位沙門負責筆受、證梵語、正字、證義、綴文，另外有朝廷官員擔任監閱負責潤文。

#### 單行別出
貞觀二十三年（649年）七月，玄奘又在大慈恩寺翻經院譯出《菩薩戒羯磨文》一卷（本論第四十、第四十一卷的一部份）、《菩薩戒本》（本論第四十卷末及第四十一卷的別譯）、《王法正理論》一卷（本論第六十一卷別譯）。
另外，《瑜伽師地論》包括了《解深密經》除去序品外的全部內容（本論第七五卷至第七八卷），《解深密經》有玄奘的全譯本，是在貞觀二十一年（647年）於弘福寺譯出。

### 其他譯本
在玄奘漢譯之前，另有《瑜伽師地論》的部分譯本。
- 北涼曇無讖譯《菩薩地持經》，十卷
- 劉宋求那跋摩譯《菩薩善戒經》，九卷，以上兩譯均相當於《本地分·菩薩地》（本論第三十五卷至第五十卷）。
- 陳朝真諦譯《十七地論》，五卷，推測是《本地分·五識身相應地》和《意地》（本論第一至第三卷），已佚。
- 陳朝真諦譯《決定藏論》，三卷，相當於《攝決擇分·五識身相應地意地》（本論第五十一至第五十四卷）。

玄奘所譯的《菩薩戒本》，又稱「瑜伽菩薩戒本」（本論第四十卷末及第四十一卷），其異譯本：
1. 《菩薩戒本》，一卷，北涼曇無讖譯，又稱「地持菩薩戒本」。
2. 《菩薩善戒經》，一卷，內題「優波離問菩薩受戒法」，劉宋罽賓沙門求那跋摩譯。
3. 《優婆塞五戒威儀經》，一卷，題作求那跋摩譯，彥琮錄載為失譯。

玄奘譯出的《王法正理論》（本論第六十一卷），其異譯本為不空譯出的《佛為優填王說王法政論經》。《解深密經》除了玄奘的全譯本（本論第七五卷至第七八卷），還有菩提留支的全譯本，以及求那跋陀羅和真諦的節譯本。
彌勒講堂於2018年出版《藏本瑜伽師地論新譯》，為白話文譯本，由鄔金智美和廖本聖合譯自西藏本的《本地分·五識身相應地》和《意地》（本論第一至第三卷）。漢譯本和藏譯本皆由五分組成，但是〈攝釋分〉和〈攝事分〉在兩譯本的編排位置是對換的。

## 内容
本论的组织，共有五分，以本地分（十七地）为中心，其余四分是對本地分的解釋。
- 一、本地分（卷一～五十），梵名：*Maulībhūmi[9]，或者*Bahubhūmika/Bhūmivastu[10]，或作*Bahubhūmikavastu[11]

1. 五識身相應地：說明五識身（眼識、耳識、鼻識、舌識、身識）的自性、所依、所緣、助伴、作業。
2. 意地：說明心意識（意識、末那識、阿賴耶識）的自性、所依、所緣、助伴、作業。
3. 有尋有伺地：欲界及色界初靜慮的根本定及其未至定，為有尋有伺。
4. 無尋唯伺地：初靜慮和第二靜慮間的中間定，為無尋唯伺。
5. 無尋無伺地：第二靜慮以上至非想非非想處定之七根本定及其近分定，為無尋無伺。
6. 三摩呬多地：說明靜慮（四靜慮）、解脫（八解脫）、等持（空、無願、無相三三摩地）、等至（五現見、八勝處、十遍處、四無色、無想、滅盡定等）四種三摩呬多。
7. 非三摩呬多地：未能如法修定的十二種相。
8. 有心地：地施設、心亂不亂、生不生、分位、第一義，由此五門建立有心。
9. 無心地：地施設、心亂不亂、生不生、分位、第一義，由此五門建立無心。
10. 聞所成地：聞所成慧。於五明中，特別細說內明、因明。
11. 思所成地：思所成慧。於自性清淨、思擇所知、思擇諸法三種相，相應善巧。
12. 修所成地：修所成慧。於四處、七支相應善巧。
13. 聲聞地：說明聲聞的種姓、發心、修行和得果，分為四瑜伽處。
14. 獨覺地：說明獨覺的種姓、發心、修行和得果。
15. 菩薩地：說明菩薩的種姓、發心、修行和得果，分為四瑜伽處。
16. 有餘依地：說明有餘依涅槃。
17. 無餘依地：說明無餘依涅槃。

依窺基在《瑜伽師地論略纂》所說，此十七地可以境、行、果三種相攝。境攝前九地，行攝次六地，果攝後二地。
- 二、攝決擇分（卷五一～八十），梵名：Viniścayasaṃgrahaṇī

略攝決擇十七地中深隱要義。即決擇本地分中不盡要義，發揮唯識道理，於境談八識，於行詳菩薩，於果講無住涅槃。又決擇《深密》、《寶積》二經，此二經是唯識的開基。
- 三、攝釋分（卷八十一～八十二），梵名：*Vivaraṇasaṃgrahaṇī，或者*Vyākhyānasaṃgrahaṇī

解釋契經的體、釋、文、師、說、眾、聽、讚佛。
- 四、攝異門分（卷八十三～八十四），梵名：Paryāyasamgrahaṇī

略攝諸經所有諸法名義差別。分為白品、黑品二門，白品門釋師，乃至施、戒。黑品門則釋生、老、病、死乃至貪、瞋、痴三毒。
- 五、攝事分（卷八十五～一○○），梵名：Vastusaṃgrahaṇī

略攝三藏眾要事義。分為契經事、調伏事、本母事。契經事分為行擇攝、處擇攝、緣起食諦界擇攝、菩提分法擇攝四門；調伏事分為總擇攝、擇攝二門；本母事立序辯攝一分；各明其義旨。

## 科判、注釋與相關著作
- 最勝子等造《瑜伽師地論釋》，玄奘譯，另有藏語譯本。
- 窺基著《瑜伽師地論略纂》，注釋本論第一卷到六十六卷。
- 新羅遁倫（或作道倫）集撰《瑜伽論記》，採集玄奘門下景、泰、備、基四大家及餘師十餘家之說。
- 清素著《瑜伽師地論義演》，原四十卷，今存二十二卷。
- 法成著《瑜伽師地論分門記》，為「本地分」與「攝決擇分」的詳細科判。
- 日本增賀著《瑜伽論問答》。

西藏所存印度注釋，有德光造《菩薩地注》和《菩薩戒疏》，最勝子造《菩薩戒廣疏》，海雲造《瑜伽行地中菩薩地解說》，皆為藏語譯本。韓鏡清將海雲造《瑜伽行地中菩薩地解說》漢譯為《瑜伽師地論本地分菩薩地真實義品釋》，收錄於《慈氏學九種譯著》。
近代對《瑜伽師地論》的科判、注釋等著作，有歐陽竟無〈瑜伽師地論敘〉、韓清淨《瑜伽師地論科句》和《瑜伽師地論披尋記》、太虛《瑜伽真實義品講要》和《瑜伽師地論菩薩地真實義品親聞記》、羅時憲《瑜伽師地論纂釋》、玅境《瑜伽師地論講記》、常柏《瑜伽師地論講記》等。印順《雜阿含經論會編》將《雜阿含經》與《瑜伽師地論·攝事分》的「契經事」對照合編。
《瑜伽師地論》包括了《解深密經》除去序品外的全部內容，這部份的注釋介紹參見解深密經#注釋。
另外，《顯揚聖教論》為《瑜伽師地論》之綱要書。《大乘阿毘達磨集論》是《瑜伽師地論》中阿毘達磨內容的匯集。《大乘莊嚴經論》解說菩薩發心、修行以及應修習之各種法門，則和《瑜伽師地論·菩薩地》有對應關係。
續藏經還有《瑜伽論劫章頌》一卷，是將本論第二卷中，有關劫的名目、次第、數量及成、住、壞、空，濃縮為偈頌。《東域傳燈目錄》和《新編諸宗教藏總錄》稱《瑜伽論劫章頌》窺基述，但最早登載此章頌的《靈巖寺和尚請來法門道具等目錄》記載「劫章論頌一卷(世親菩薩造，三藏義淨譯)」。

## 影響
《瑜伽師地論》包含了瑜伽行唯識學派的三大重要思想，卷五一說明阿賴耶識，卷六五說明三自性，卷二六～三四說明瑜伽行——止觀之修行，而從〈本地分〉、《大乘莊嚴經論》、《攝大乘論》、〈攝決擇分〉、護法論師在唯識各論題上的觀點差異，可窺見唯識思想的發展與變化。
《瑜伽師地論》弘闡了佛教的戒、定、慧三學，其卷四一～四二，古來就常以「菩薩戒本」單獨流通，卷九十九～一○○為「調伏事」，解釋律典。卷二六～卷三四記載瑜伽師豐富的禪定教學。卷三六的「真實義品」，於「慧學」中特別重要。
另外，呂澂於1923年發表〈雜阿含經刊定記〉，指出《瑜伽師地論·攝事分》在卷八五～九八的「契經事」是《雜阿含經》的本母。